# べにすずめたちの週末
『べにすずめたちの週末』（-しゅうまつ）は、村田順子の少女漫画。1985年より月刊Asukaにて連載された「べにすずめシリーズ」の第1作である。1993年に関西テレビで実写ドラマ化された。

## 概要
仲良し女子高校生グループにスポットを当て、主人公・あやめを中心に、身の回りで起こる出来事を描いた学園ラブコメディである。

## 所収
角川書店あすかコミックス ISBN 4049240173

## テレビドラマ
1993年1月15日から3月26日まで、関西テレビ「阪急ドラマシリーズ」にて放送された。全11話。
各話ごとに多彩な新人俳優や役者が登場する事も魅力の一つである（阪急ドラマシリーズ自体が、関西方面で活動する新人タレント達の登竜門的な側面を持っていた）。また、過去の阪急ドラマシリーズの出演者がゲスト出演する場面も多く、製作側の遊び心も随所に見られる作品である。ロケ地は西宮を中心に阪神間が多く、阪神大震災前の阪神間の建物や街並みが留められている。ラブコメディということもあり、主題歌の「夢見るシャンソン人形」をはじめ、本編でもフランス・ギャルの曲が毎回使われていた（特に多く使われたのは「恋のサバサバ娘」だった）。
ちなみに、主演の田中雅子は出演当時24歳ながら、18歳の女子高生役を演じていた。

### キャスト
- 西坊城あやめ - 田中雅子
- 宇田川そのこ（宇多ちゃん） - 尾崎美樹
- 荷田蒼生子（たみちゃん） - 竹下舞
- 六原弥生（お六さん） - 津崎智春
- 尾染久松：嶋田明宏
- 西坊城菖蒲：福田賢二
- 井上克也：溝上享
- のりよ：本多美緒
- ジューシン：寺田卓司
- ジューシンの父：ミス花子
- ジューシンの母：紅萬子
- 西坊城牡丹：高林由紀子
- 四方先生：志垣太郎

### スタッフ
- 企画：山田剛（関西テレビ）
- 原作：村田順子（角川書店刊）
- 脚本：安井国穂、荻田寛子
- プロデューサー：田中猛彦（関西テレビ）、三浦紘（宝塚映像）
- 主題歌：フランス・ギャル「夢見るシャンソン人形」
- 監督：河崎実、山田あかね
- 制作：宝塚映像、関西テレビ

### サブタイトル
| 話数 | サブタイトル         | 初放送日       |
| ---- | -------------------- | -------------- |
| 1    | 高校3年いさかい娘    | 1993年 1月15日 |
| 2    | ライバルは女子大生   | 1月22日        |
| 3    | アブナイ家庭教師     | 1月29日        |
| 4    | コテコテが好きっ!    | 2月5日         |
| 5    | 男嫌いのバレンタイン | 2月12日        |
| 6    | 入試戦線異状アリ     | 2月19日        |
| 7    | 女は一回勝負する     | 2月26日        |
| 8    | いい女になりたいっ!  | 3月5日         |
| 9    | 男と女のある限り     | 3月12日        |
| 10   | 卒業旅行で何シタイ?  | 3月19日        |
| 11   | 恋はエンドレス       | 3月26日        |

### 放送局
| 放送期間                | 放送時間           | 放送局     | 対象地域   | 備考   |
| ----------------------- | ------------------ | ---------- | ---------- | ------ |
| 1993年1月15日 - 3月26日 | 金曜 19:00 - 19:30 | 関西テレビ | 近畿広域圏 | 制作局 |
| 1993年1月17日 - 4月11日 | 日曜 5:30 - 6:00   | フジテレビ | 関東広域圏 |        |